# Niebyłów (gmina)
Gmina Niebyłów – dawna gmina wiejska funkcjonująca w latach 1941–1944 pod okupacją niemiecką w Polsce. Siedzibą gminy był Niebyłów.
Gmina Niebyłów została utworzona przez władze hitlerowskie z terenów okupowanych przez ZSRR w latach 1939–1941, stanowiących przed wojną (zniesioną) gminę Jasień oraz znaczną część (niezniesionej) gminy Łdziany (m.in. z Niebyłowem) w powiecie kałuskim w woj. stanisławowskim. Lokując siedzibę tej górskiej gminy w Niebyłowie zapewniło dogodniejsze połączenie z urzędem gminy, niż gdyby była położona w górskim Jasieniu.
Gmina weszła w skład powiatu stanisławowskiego (Kreishauptmannschaft Stanislau), należącego do dystryktu Galicja w Generalnym Gubernatorstwie. W skład gminy wchodziły miejscowości: Jasień, Niebyłów, Słoboda Niebyłowska i Śliwki.
Po wojnie obszar gminy włączono do ZSRR.